# 堀内賢郎
堀内 賢郎（ほりうち かしくろう、安政5年10月（1858年）- 大正8年（1919年）8月25日）は、衆議院議員（自由党）。号は如風。

## 来歴
信濃国埴科郡粟佐村（現長野県千曲市）生まれ。明治維新後、上京して 中江兆民の仏学塾に学ぶ。明治17年（1884年）自由党に入党し、同21年（1888年）長野県会議員となり、翌22年（1889年）第1回衆議院議員総選挙で初当選した。条約改正中止の建白書を政府に提出したほか、地元で埴科郡自由党を結成した。自由党中央委員となり、同31年（1898年）、党合同により憲政党が発足すると、北海道庁事務官に就任し、高等官二等、正五位に叙せられた。